# Andreas Joseph Schnaubert

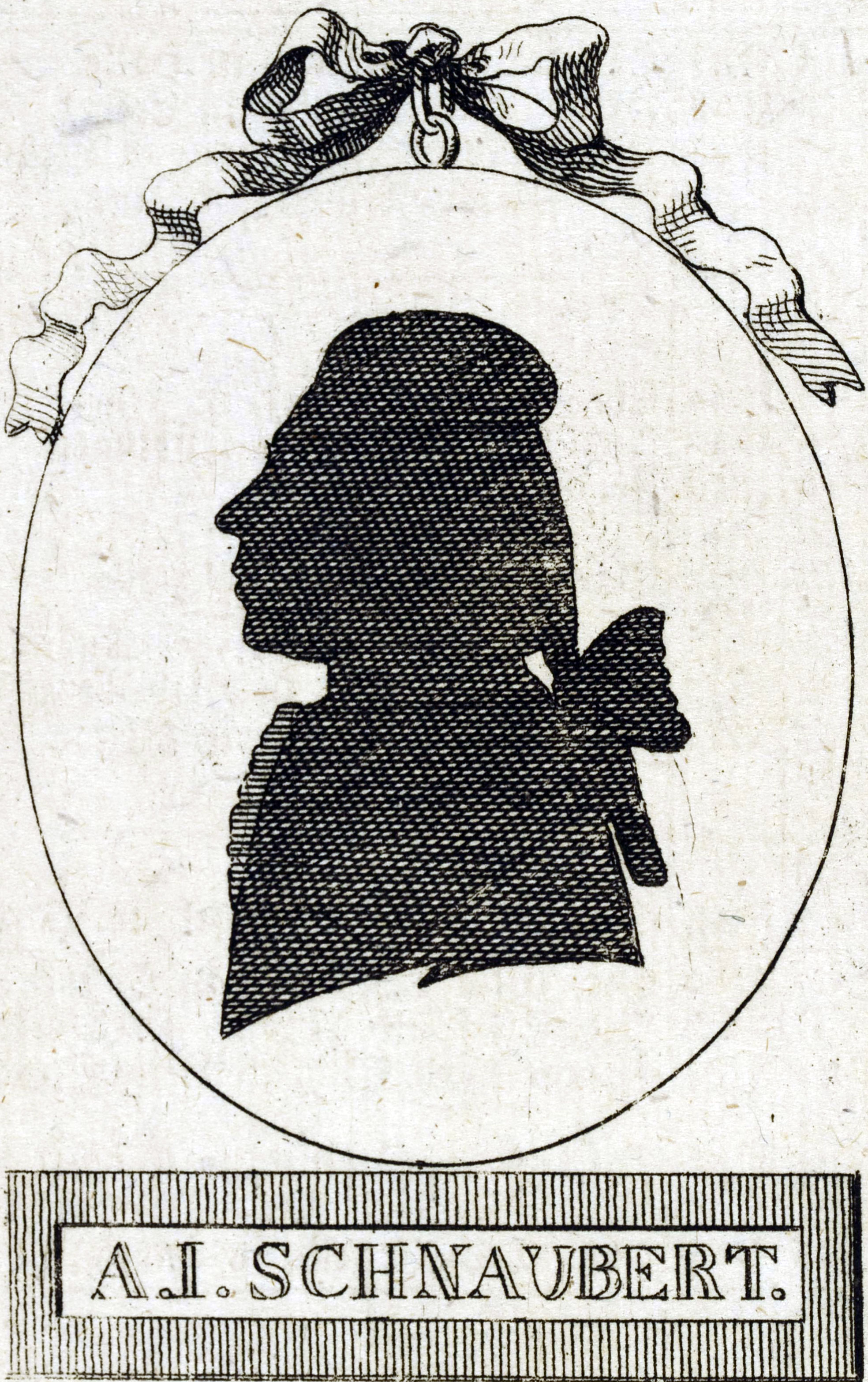
Schattenriss von Andreas Joseph Schnaubert

Andreas Joseph Schnaubert (* 30. November 1750 in Bingen am Rhein; † 10. Juli 1825 in Jena) war ein deutscher Rechtswissenschaftler.

## Leben
Andreas Joseph stammte aus einem katholischen Elternhaus. Geboren wurde er als Sohn des Weinhändlers Johannes Schnaubert und dessen Frau Anne Marie Baltenweg. Neben dem Besuch der öffentlichen Schulen, erhielt er in seiner Kindheit Privatlehrer. Nach dem Besuch des Gymnasiums in Bingen wünschte sich sein Vater, das Andreas Joseph den Beruf eines katholischen Geistlichen ergreifen sollte. So bezog er 1765 die Universität Mainz, wo er Philosophie und Geschichte studierte und sich im September 1767 den akademischen Grad eines Magisters der Philosophie erwarb. Danach besuchte er fünf Jahre lang das kurfürstlich theologische Seminar in Mainz, wo er sich den Grad eines Baccalaurus der Theologie errang und wurde nach der Ausbildung Geistlicher in einem Ort in der Nähe Bingens.
Da er seine Köchin Maria Anna Folz geschwängert hatte, zog er mit dieser nach Gießen, wo er 1777 zum evangelisch-reformierten Glauben konvertierte und diese ehelichte. Von den Kindern dieser Ehe kennt man die Söhne Johann Karl Christian Schnaubert (* 7. Dezember 1779 Gießen; † 1859, 30. April 1801 Dr. med. Uni. Jena); Johann Ludwig Theodor Schnaubert (* 20. September 1784 in Gießen; † 1857, 1804 Professor der Chemie in Charkov, 1811 Moskau und 1815 wieder Deutschland lebend, 1835 Bürgerrecht in Weimar), Julius Friedrich Theodor Schnaubert (* 6. Juli 1786 in Helmstedt; † 5. Januar 1854 in Jena, Uni. Jena und Heidelberg, 8. Dezember 1810 Dr. jur. , 1812 a.o. Prof. jur., 1830–1842 Syndicus und Archivar der Universität Jena), Gottfried Friedrich Christian Schnaubert (* Jena) und August Schnaubert (* 1789 in Jena; 1812 prom. jur. Jena, Gerichtssekretär in Weimar).
Jedoch konnte er in seiner eingeschlagenen beruflichen Betätigung keine Anstellung mehr finden, so entschloss er sich, dass er sich im Studium der Rechte eine neue Lebensgrundlage aufbauen könnte. So bezog er 1776 die Universität Gießen, wo er bei Christian Hartmann Samuel von Gatzert (* 4. Juni 1739 in Meiningen; † 2. April 1807 in Gießen), Ludwig Julius Friedrich Höpfner und Helwig Bernhard Jaup (* 9. August 1750 in Darmstadt; † 27. Oktober 1806 in Gießen) seine Studien absolvierte. Am 1. Mai 1780 verteidigte er die Arbeit De qualitate comitiali Placit. regii in imperio Rom.-German und wurde am Folgetag zum Doktor der Rechte promoviert. Danach wirkte er als Privatdozent und wurde am 17. Juli 1783 außerordentlicher Professor der Rechte in Gießen.
1784 erhielt er eine ordentliche Professur des Staats- und Kirchenrechts an der Universität Helmstedt und wurde Beisitzer der dortigen Juristenfakultät. 1786 wechselte er an die Universität Jena, wo er eine ordentliche Professur des Staats- und Lehnrechts und damit verbunden den Titel eines Hofrats von Sachsen-Weimar-Eisenach bekam. 1794 wurde er fünfter Professor der Instituten, im selben Jahr wechselte er auf die vierte Lehrstelle der Pandeken Patris secunda, 1800 wurde er dritter Professor der Pandeken Patris primae, 1802 zweiter Professor des Kodex und Novellen und 1809 Professor des katholischen und evangelischen Kirchenrechts, Oberappellationsrat und geheimer Justizrat von Sachsen-Weimar. Auch beteiligte er sich an den organisatorischen Aufgaben der Hochschule. So war er einige Male Dekan der Juristenfakultät und in den Sommersemestern 1794, 1805, 1809 Rektor der Alma Mater.

## Werke (Auswahl)
- Diss. inaug. de qualitate comitiali Placiti Regii in Imperio Romano-Germanico ad vatum Consilii Imp. Aulici d. d. 6 Nov. 1773. Gießen 1780.
- Erörterung der Lehre von heilbaren und unheilbaren Nullitäten. Gießen 1780.
- Neueste juristische Bibliothek, vornemlich des teutschen Staats – und Kirchenrechts. Gießen 1780–1786, 30 Stück, (Online)
- Beyträge, zum teutschen Staats- und Kirchenrecht. Gießen 1. Bd. 1782. (Online); 2. Bd. 1783. (Online);
- Widerlegung der rechtl. Staats – Betrachtungen über die Frage: Ob die in dem fürstl. Hess. Gebiete gelegenen Güter und Einkünfte der von dem Kurf. v. Mainz 1781 aufgehobenen 3 Klöster den Kurf. zu Mainz oder den Landgrafen von Hessen zugefallen sind? Gießen 1783.(Online)
- Progr. de jure succedendi feminarum in feudo a femina adquisito. Gießen 1783. (Online)
- Ueber die Frage: Ob die im Hessischen Gebiete gelegenen Güter und Revenüren der drey im J. 1781 aufgehobenen Mainzischen Klöster dem Herrn Landgrafen von Hessen von Rechtswegen zuständig seyen? Antwort auf Hernn Roth's Verteidigung seiner rechtlichen Staatsbetrachtungen über diese Frage. Gießen und Marburg 1784.
- Erläuterungen des in Teutschland üblichen Lehnrechts, in einem Kommentar über die Böhmerischen Principia juris feudalis. Gießen 1. Bd. 1784. (Online), 2. Bd. Braunschweig 1786. (Online); 2. Aufl. 1. Bd. Braunschweig 1788. (Online), 2. Bd. Braunschweig 1794. 3. Aufl. 1799.
- Progr. de analogia juris publici Imperii in fontibus juris publici S.R. I. territorium non numerada. Helmstedt 1785.
- Progr. Summarische Einleitung in das Staatsrecht der gesamten reichsständischen Lande, nebst einem kurzen Entwurf desselben. Jena 1787.
- Anfangsgründe des Staatsrechts der gesamten Reichslande. Jena 1787. (Online), Jena 1797.
- Ueber des Freyherrn von Mosers Vorschläge zur Verbesserung der geistlichen Staaten in Teutschland. Jena 1788. (Online)
- Kurzer Entwurf des protestantischen Kirchenrechts in Deutschland. Cuno, Jena 1788.
- Ueber die rechten Mittel, die Protestanten wider den Katholicismus zu sichern. Jena 1788.
- Neueste fortgesetzte juristische Bibliothek. Jena 1789 1. Bd., Jena 1789, 2. Bd.; 1790, 3. Bd., 4. u. 5. Bd. Jena 1791. (Online)
- Ueber Kirche and Kirchengewalt in Ansehung des kirchlichen Religionsbegriffs; nach Grundsätzen des natürlichen and protestantischen Kirchenrechts. Jena 1789. (Online)
- Diss. jur. pub. de principe legibus suis obligate. Jena 1793.
- Grundsätze des Kirchenrechts der Protestanten in Deutschland. Jena 1792. (Online), 2. Aufl. 1795.
- Grundsätze des Kirchenrechts der Protestanten und Katholiken in Teutschland. Jena 1794, Jena 1805. (Online)
- Besondere Grundsätze des Kirchenrechts der Katholiken in Deutschland. Jena 1794.
- Progr. Praemissa est Expositio veri sensus quaestionis de existentia Corporis Evangelicorum ejus qui juribus controversia. Jena 1796. (Dekanatsprogramm zur Promotion von Gabriel Christian Anton Haupt (Wismar))
- Progr. de civitatum Imperii juribus minorum juste restringendis. Jena 1800. (Dekanatsprogramm zur Promotion von Johann Dietrich Gries (* 7. Februar 1775 in Hamburg), Online)
- Progr. de ratione, cur circulo Saxonico superiori in Camera Imperiali manserit locus perultimus? Jena 1801. (Dekanatsprogramm zur Promotion von Ludwig Christian Ferdinand Asvers. Online)
- Progr. de praedio mediato, amissa praedii equestris qualitate, collectabili. Jena 1804. (Dekanatsprogramm zur Promotion von Carl August Constantin Schnauss)
- Progr. De inspectione territoriali in postas imperiales. Jena 1804. (Dekanatsprogramm zur Promotion von Johann Christian Ullmann.)
- Lehrbuch des deutschen Staatsrechts. Jena 1806. 1. Bd. (Online)
- Progr. Prolusio de termino diei 1 Dec. 1802 in §. 45 conclusi deputationis imperii de 25 Febr. 1803 sancito, ad diem 1 Dec. 1803 non transferendo. Jena 1806. (Dekanatsprogramm zur Promotion von Friedrich Wilhelm Heerwart)
- Progr. prolusio De ratificatione caesarea §. 32 conclusi deputat, imperii de 25 Febr. 1803 quatenus plura in ea vota principum sancita sunt non denegunda nec suspendenda. Jena 1806.
- Progr. De justitia divortii inter conjuges principes, catholicae religioni addictos, bona gratia divertentes. Jena 1811.
- Memoria Johann Friedrich Christii. Jena 1811.